# 湘潭市第二中学
湘潭市第二中学（简称湘潭二中）位于湖南省湘潭市雨湖区解放南路215号，为湘潭市的公立学校，湖南省示范性中学之一。

## 历史
1921年，“私立新群学校”创建，它是湘潭二中的前身。抗日战争期间，学校停办。
1943年，周家乾创办“临湘初习班”，后更名为“临湘中学”，1946年，学校改名为“化民中学”。
1944年，周顺循创建“弘道补习学校”，1945年，学校改名为“弘道中学”
1946年，学校恢复办学。
1950年，湘潭市政府接管三所学校，合并为“湘潭市第二中学”，成为公立学校。

## 学校文化

### 校训
求知、求美、务实、创新

### 理念
德育为首、教学为主、面向全体、全面发展

## 奖项
湘潭市第二中学先后荣获“省群体工作先进学校”、“省卫生示范学校”、“省园林式单位”、“省体育传统项目学校”，并摘取“全国现代教育技术实验学校”和“全国艺术教育先进学校”等荣誉奖项。